# 미국 음반 산업 협회
미국 음반 산업 협회(영어: Recording Industry Association of America, RIAA)는 미국의 레코드 산업을 대표하는 업계 단체이다. 레코드 레이블과 배급사들과 같은 수많은 회사들이 가맹한 단체로, RIAA는 미국에서 유통되는 합법적 사운드 레코드의 거의 90%를 제조, 판매, 배포한다고 주장한다.
RIAA는 주로 제조 및 재생 중의 레코드에 적용되는 주파수 반응의 기술 표준인 RIAA 평준화 곡선을 관리할 목적으로 1952년에 세워졌다. RIAA는 자기 테이프(카세트 테이프와 디지털 오디오 테이프 포함), CD, 소프트웨어 기반의 디지털 기술을 포함하여 그 뒤에 나온 녹음, 재생산 시스템을 위한 기술 표준을 만들고 관할을 지속하였다.
또, RIAA는 음악 라이선스, 로열티의 수집, 관리, 배포에도 참여하고 있다.
RAA의 목표는 다음과 같다:
1. 전 세계의 지적 재산권과 아티스트의 일차 수정권을 보호한다.
2. 음악 산업에 대한 연구를 수행한다.
3. 관련법, 규제, 정책을 감시하고 검토한다.

## 같이 보기
- MPAA
- FCC
- 음반 판매량 인증
- 저작권 침해